# Virginie Fauvel
Virginie Fauvel, née à Firminy le 27 juin 1974, est une femme d'affaires française, active dans le domaine de la technologie, de la finance, de l’assurance et du numérique,. Elle a occupé des postes de direction au sein de BNP Paribas, Allianz et Harvest et siège dans plusieurs conseils d’administration : Pernod Ricard et OP Mobility. Depuis 2023, elle co-préside la commission Innovation et Numérique du MEDEF et est membre du conseil d’administration de Numeum.

## Biographie

### Formation
Diplômée de l’École des Mines de Nancy en 1997, Virginie Fauvel se spécialise en énergie et génie des procédés. Elle effectue ses premières expériences professionnelles dans l’industrie chez Total Energies et Michelin avant d’entrer dans le secteur bancaire.

### Débuts chez Cetelem (1997-2008)
Elle commence sa carrière chez Cetelem en 1997, où elle pilote les équipes data analytics et CRM dans 30 pays. En 2004, elle prend la tête de la business unit e-Business, développant la stratégie digitale du groupe à l’international.

### BNP Paribas (2009-2013)
En 2009, elle rejoint BNP Paribas en tant que directrice de la banque en ligne pour l’Europe et la France.  Elle participe au lancement de Hello Bank!, une banque mobile européenne, et négocie un partenariat avec Orange pour BNP Paribas Mobile. Elle participe à la transformation des agences bancaires en développant la visioconférence et les centres de relation client.

### Allianz (2013-2020)
En 2013, Virginie Fauvel rejoint Allianz France comme membre du comité exécutif, chargée du digital, des activités direct, des partenariats et de l’intelligence artificielle. En 2018, elle devient membre du Board of Management d’Allianz Trade (Euler Hermes), où elle dirige la région Amériques (États-Unis, Canada, Brésil) et de la transformation du Groupe,. Elle participe à l’intégration de l’intelligence artificielle dans les processus de couverture des risques chez Allianz Trade.

### Harvest (2020-aujourd’hui)
En 2020, Virginie Fauvel est nommée présidente-directrice générale du groupe Harvest, une entreprise spécialisée dans les logiciels de gestion de patrimoine,. Sous sa direction, le groupe élargit sa présence à l’international, réalise plusieurs acquisitions et voit sa valorisation augmenter sur quatre ans,,.
Elle est également administratrice chez Pernod Ricard (depuis 2021) et OP Mobility (depuis 2023),,. Elle a précédemment siégé aux conseils d’administration de Quadient, Europcar et Creadev.

## Engagements et autres mandats
Depuis 2023, Virginie Fauvel co-préside la commission Innovation et Numérique du MEDEF et siège au conseil d’administration de Numeum, l’organisation professionnelle du numérique en France,,. Elle est également membre du Club Choiseul.

## Distinctions
Chevalier de l’Ordre National du Mérite.

## Vie privée
Virginie Fauvel est mariée depuis 1998 à Nicolas Fauvel, ingénieur.

## Sources et références
1. ↑  https://www.professioncgp.com/article/produits-services/logiciels/virginie-fauvel-harvest-offrir-le-meilleur-de-la-technologie.html
2. ↑  « Nominations chez Sandoz, Meilleurstaux, Harvest, Microsoft... cette semaine. », Les Echos,‎ 24 septembre 2020 (lire en ligne, consulté le 27 janvier 2025)
3. ↑  « Error404 », sur www.lesbiographies.com (consulté le 27 janvier 2025)
4. ↑  (en-GB) « Virginie Fauvel », sur POLITICO (consulté le 27 janvier 2025)
5. ↑  « Virginie Fauvel, directrice Banque en ligne BNP Paribas », sur www.journaldunet.com, 12 juin 2013 (consulté le 6 février 2025)
6. ↑  « BNP Paribas lance Hello Bank dans un esprit très start-up », Les Échos,‎ 17 mai 2013 (lire en ligne, consulté le 6 février 2025)
7. ↑  « En rejoignant Allianz France, Virginie Fauvel apporte sa vision éclairée de l'entreprise numérique. », L'Argus de l'assurance,‎ 30 août 2013 (lire en ligne, consulté le 27 janvier 2025)
8. ↑  Rédaction NA Pro, « Nomination : L'ex-responsable de Hello Bank (BNP Paribas) arrive chez Allianz », sur www.newsassurancespro.comhttps, 22 juin 2013 (consulté le 6 février 2025)
9. ↑  Florian Delambily, « Nomination : Virginie Fauvel intègre Euler Hermes », sur www.newsassurancespro.comhttps, 13 décembre 2017 (consulté le 6 février 2025)
10. ↑  « Virginie Fauvel (Allianz France) rejoint Euler Hermes », www.argusdelassurance.com,‎ 12 décembre 2017 (lire en ligne, consulté le 6 février 2025)
11. ↑  LEADERS LEAGUE, « Virginie Fauvel (Allianz) : « Les femmes ont cette capacité à transf... », sur DECIDEURS MAGAZINE - Accédez à toute l’actualité de la vie des affaires : stratégie, finance, RH, innovation, 25 août 2015 (consulté le 27 janvier 2025)
12. ↑  « Un nouveau CEO - INVESTISSEMENT CONSEILS », sur www.investissementconseils.com (consulté le 6 février 2025)
13. ↑  « CGP Distrib », sur www.cgpdistrib.com (consulté le 27 janvier 2025)
14. ↑  (en-US) Nina Lindholm, « TA Associates to pursue European expansion for Harvest », sur PE Hub, 10 septembre 2024 (consulté le 6 février 2025)
15. ↑  « Harvest acquiert la fintech Feefty », sur Option Finance (consulté le 6 février 2025)
16. ↑  xerfi, « Harvest (Édition de logiciels système et de réseau) 35204234500111 », sur www.xerfi.com (consulté le 27 janvier 2025)
17. ↑  « Pernod Ricard veut faire entrer une nouvelle administratrice - 27/10/2020 », sur La Lettre, 27 janvier 2025 (consulté le 27 janvier 2025)
18. ↑  Zonebourse, « Pernod Ricard SA approuve les nominations des Comit?s -Le 08 novembre 2024 à 18:28 | Zonebourse », sur www.zonebourse.com, 8 novembre 2024 (consulté le 27 janvier 2025)
19. ↑  « OPmobility SE : Gouvernance, Administrateurs, Dirigeants et Comités - Zonebourse », sur www.zonebourse.com (consulté le 27 janvier 2025)
20. ↑  https://www.boursier.com/actions/actualites/news/europcar-mobility-group-sylvie-veilleux-replace-virginie-fauvel-au-conseil-d-administration-850839.html
21. ↑  « Virginie Fauvel (Harvest) nommée coprésidente de la commission innovation et numérique du Medef - Profession CGP », sur www.professioncgp.com (consulté le 6 février 2025)
22. ↑  « Le Medef inaugure ses nouvelles commissions thématiques », sur www.info-socialrh.fr (consulté le 27 janvier 2025)
23. ↑  Fabrice Deblock, « Numeum : faire gagner « l’équipe de France du numérique » », sur www.alliancy.fr, 4 décembre 2024 (consulté le 27 janvier 2025)
24. ↑  « Ordre national du Mérite - Nominations, promotions et élévations du 13-05-2016 », sur www.france-phaleristique.com (consulté le 27 janvier 2025)